# Jaloliddin Masharipov
Jaloliddin Masharipov (Uzbek Cyrillic: Жалолиддин Машарипов; sinh ngày 1 tháng 9 năm 1993) là một cầu thủ bóng đá người Uzbekistan thi đấu ở vị trí tiền vệ cánh hiện đang thi đấu cho đội tuyển Uzbekistan.

## Sự nghiệp quốc tế
Masharipov thi đấu cho U-20 Uzbekistan kể từ năm 2013. Sau đó anh cũng được triệu tập vào đội tuyển quốc gia và Masharipov có màn ra mắt cho đội tuyển quốc gia vào ngày 6 tháng 10 năm 2016, thay cho Sardor Rashidov từ ghế dự bị ở phút thứ 61, trong thất bại 0–1 Vòng loại giải vô địch bóng đá thế giới 2018 trước Iran.

### Bàn thắng quốc tế
Bàn thắng và kết quả của Uzbekistan được để trước.
| #   | Ngày                | Địa điểm                                               | Đối thủ      | Bàn thắng | Kết quả | Giải đấu                 |
| --- | ------------------- | ------------------------------------------------------ | ------------ | --------- | ------- | ------------------------ |
| 1.  | 13 tháng 1 năm 2019 | Sân vận động Rashid, Dubai, UAE                        | Turkmenistan | 3–0       | 4–0     | Asian Cup 2019           |
| 2.  | 7 tháng 6 năm 2021  | Sân vận động Đại học Nhà vua Saud, Riyadh, Ả Rập Xê Út | Singapore    | 1–0       | 5–0     | Vòng loại World Cup 2022 |
| 3.  | 7 tháng 6 năm 2021  | Sân vận động Đại học Nhà vua Saud, Riyadh, Ả Rập Xê Út | Singapore    | 2–0       | 5–0     | Vòng loại World Cup 2022 |
| 4.  | 11 tháng 6 năm 2021 | Sân vận động Đại học Nhà vua Saud, Riyadh, Ả Rập Xê Út | Yemen        | 1–0       | 1–0     | Vòng loại World Cup 2022 |
| 5.  | 27 tháng 1 năm 2022 | Sân vận động The Sevens, Dubai, UAE                    | Nam Sudan    | 3–0       | 3–0     | Giao hữu                 |
| 6.  | 29 tháng 3 năm 2022 | Sân vận động Markaziy, Namangan, Uzbekistan            | Uganda       | 1–0       | 4–2     | Giao hữu                 |
| 7.  | 8 tháng 6 năm 2022  | Sân vận động Markaziy, Namangan, Uzbekistan            | Sri Lanka    | 1–0       | 3–0     | Vòng loại Asian Cup 2023 |
| 8.  | 14 tháng 6 năm 2022 | Sân vận động Markaziy, Namangan, Uzbekistan            | Thái Lan     | 1–0       | 2–0     | Vòng loại Asian Cup 2023 |
| 9.  | 11 tháng 6 năm 2023 | Sân vận động Milliy, Tashkent, Uzbekistan              | Oman         | 1–0       | 3–0     | CAFA Nations Cup 2023    |
| 10. | 11 tháng 6 năm 2023 | Sân vận động Milliy, Tashkent, Uzbekistan              | Oman         | 2–0       | 3–0     | CAFA Nations Cup 2023    |

## Danh hiệu
Pakhtakor Tashkent
Vô địch
- Giải bóng đá vô địch quốc gia Uzbekistan: 20142015

Á quân
- Siêu cúp bóng đá Uzbekistan: 2015